# Francesco Giunta
Francesco Giunta (Gangi, 26 d'octubre de 1924 - Palerm, 14 de gener de 1994) fou un historiador italià, especialista en historiografia i història medieval.

## Biografia
Va estudiar a la Universitat de Palerm, on es llicencià el 1946 amb un estudi del manuscrit tradicional Getica de Jordanes. Posteriorment, va ser assistent del seu mestre Antonino De Stefano. En 1950, es va convertir en el docent alliberat amb Giovanni Tabacco i Arsenio Frugoni. Des de 1951 va ser professor a Palerm, primer de paleografia i després de Diplomàcia medieval. En 1956 va guanyar el Concurs nacional de Cinzio Violante i Pier Faust Palumbo i treballà com a professor d'història medieval a Palerm. De 1986 a 1989 va ser professor visitant a la Universitat de Barcelona.
Des de 1975 va donar un major impuls al desenvolupament de l'arqueologia medieval a Sicília amb l'establiment de la Scuola Superiore di Archeologia e Civiltà Medievali sota el Centro di Cultura Scientifica Ettore Maiorana a Erice, que va ser precedit per una conferència internacional sobre arqueologia medieval al setembre de 1974. A causa dels seus estrets vincles amb els historiadors catalans a Barcelona com a resultat de les recerques a l'Arxiu de la Corona d'Aragó, va convocar la Convenció Internacional per al 700è Aniversari de les Vespres Sicilianes com a XI Congrés d'Història de la Corona d'Aragó del 23-30 abril 1982 a Palerm, Trapani i Erice.
A través d'ell i dels seus estudiants s'han publicat molts documents sobre la història catalano-aragonesa de Sicília des de l'arxiu a Barcelona. El 1990 va rebre la Creu de Sant Jordi i el doctorat honoris causa de la Universitat de Barcelona. El seu cercle d'amics va incloure l'artista Mino Maccari, Emilio Greco, Renato Guttuso, Bruno Caruso i l'escriptor Leonardo Sciascia.

## Obres
- Jordanes e la cultura dell'alto Medioevo , Palermo 1952, Nachdruck Siracusa; Ediprint 1988
- Medioevo mediterraneo: saggi storici , Palermo 1954
- Cronache siciliane inedite della fine del medioevo, Palermo 1955 (Documenti per servire alla storia di Sicilia 4 / 14)
- Uomini e cose del medioevo mediterraneo , Palermo 1964
- Medioevo e medievisti: note di storiografia , Caltanissetta u.a. 1971
- Per una storia della cultura nella Sicilia normanno-sveva , Palermo 1972
- Bizantini e bizantinismo nella Sicilia normanna , Palermo 1974
- Aragoneses y catalanes en el Mediterráneo (1989)
- La Sicília catalana (1988)
- Punica Barcino. La fondazione di Barcelona (1988)
- amb Antonino Grillone: Iordanis De origine actibusque Getarum , Roma 1991 (Fonti per la storia d'Italia / 117)
- Immagine e parola : Una laurea per Guttuso, Palermo 1971
- La consapevole naivete di Maurilio Catalano, Caltanisetta: S. Scascia 1971
- Maurilio Catalano : dal 12 febbraio al 20 marzo 1971, Palermo : Arte al Borgo, 1971
- Fascicolo dedicato a Mino Maccari , Caltanissetta : Sciascia, 1970